# Сейбрандабюрен
Сейбрандабюрен (нід. Sijbrandaburen, фриз. Sibrandabuorren) — село в нідерландській провінції Фрисландія. Входить до муніципалітету Південно-Західна Фрисландія.
Його площа становить 3,99км², а населення станом на 2021 рік складало 355 осіб.
Перша згадка про населений пункт датується 1333 роком.